# Square Georges-Cain

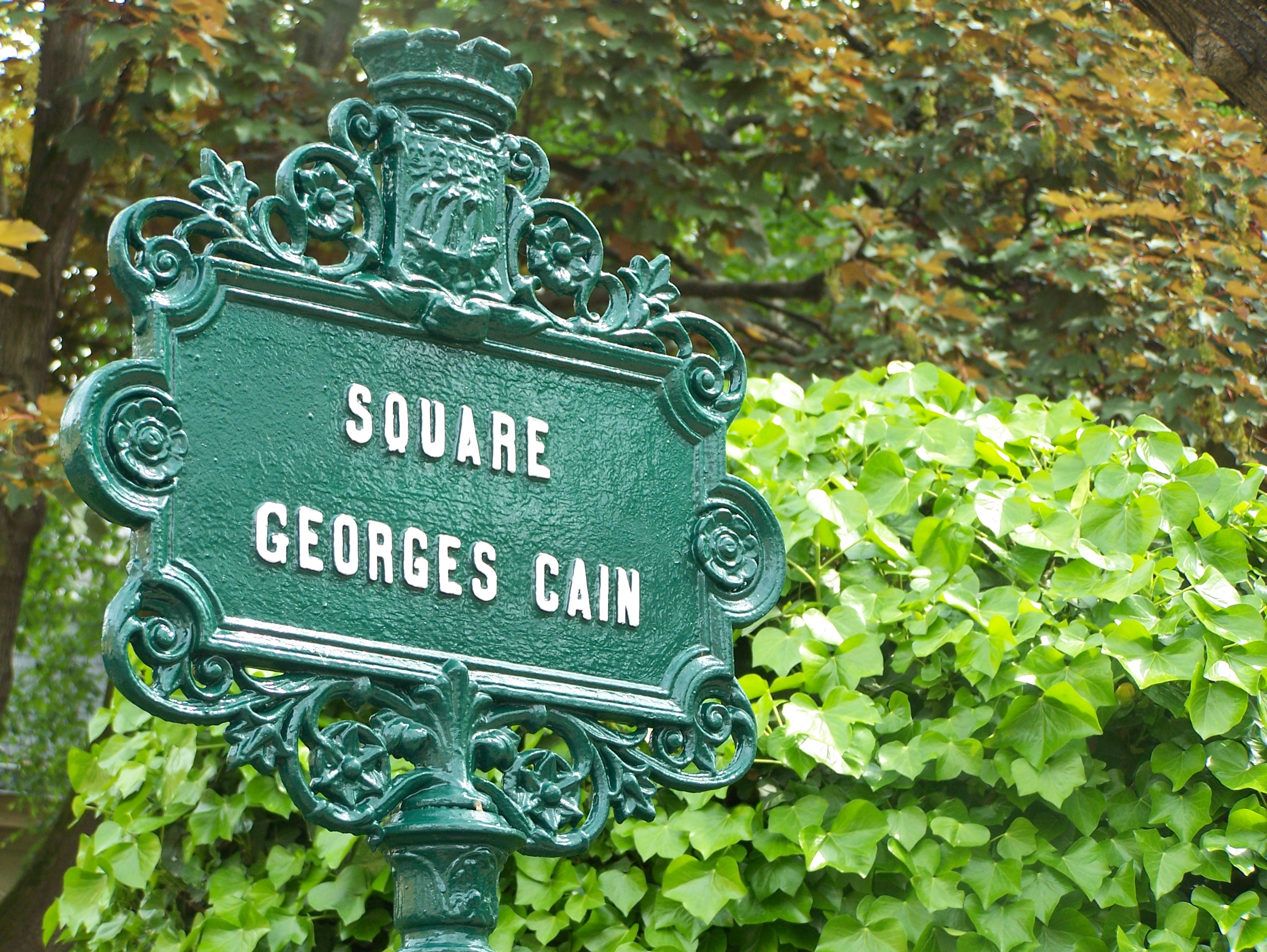
Square Georges-Cain i Paris

Square Georges-Cain är en park i Paris, belägen vid Rue Payenne i 3:e arrondissementet. Parken, som öppnades 1931, är uppkallad efter målaren och författaren Georges Cain. 